# César Oyarzo
César Oyarzo Mansilla (Puerto Natales) es un economista, académico, investigador y consultor chileno. Se desempeñó como superintendente de Isapres, durante el gobierno del presidente Patricio Aylwin entre 1993 y 1994.

## Familia y estudios
Realizó sus estudios superiores en la carrera de ingeniería comercial en la Universidad de Chile, en Santiago. Posteriormente viajó a los Estados Unidos con el objeto de cursar un Master of Arts en economía de la salud, en Ilades/Georgetown University.
César en su primera matrimonio tuvo a 3 de sus 4 hijos: César, Carolina, Monserrat. En el 2004 contrajo matrimonio con Isabel Riquelme Vera, con quien mantiene actualmente su relación y tuvo a su hija menor Graciela.

## Carrera pública
En 1993, ya militando en el Partido Demócrata Cristiano (PDC), reemplazó a Héctor Sánchez en la Superintendencia de Isapres, por encargo del presidente de la República Patricio Aylwin.
En marzo de 1994, con Eduardo Frei Ruiz-Tagle en La Moneda, pasó a ocupar la dirección del Fondo Nacional de Salud (Fonasa). Dejó el cargo después de 'sonar' como posible sucesor del ministro de Salud, Carlos Massad.
Posteriormente, desarrolló consultorías para el Banco Mundial (BN) en los proyectos de reforma del sector salud de países como Costa Rica, Ecuador y Nicaragua, y asesoró al Banco Interamericano de Desarrollo (BID) para el proyecto de reforma en Guatemala.
También, fue gerente general del holding de centros médicos Integramédica —del cual fue socio hasta su venta, en 2010— desde 1999.
Se desempeñó como profesor del programa Interfacultades en Administración de Salud (Universidad de Chile) y del programa de posgrado en economía del Ilades/Georgetown University.